# بيت الشرق
بيت الشرق كان مقر قيادة منظمة التحرير الفلسطينية ما بين 1980 و1990. يقع في القدس تم بنائه في سنة 1897 من قبل إسماعيل موسى الحسيني، وتم وراثته من قبل عائلة الحسيني منذ ذلك الحين، اقتحمه الإسرائيليون سنة 2001، وأوقفوا العمل به.

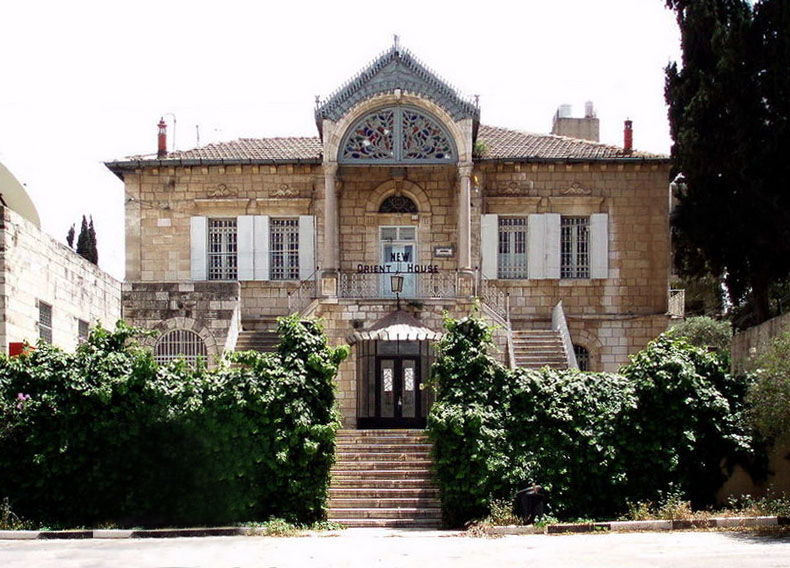
بيت الشرق

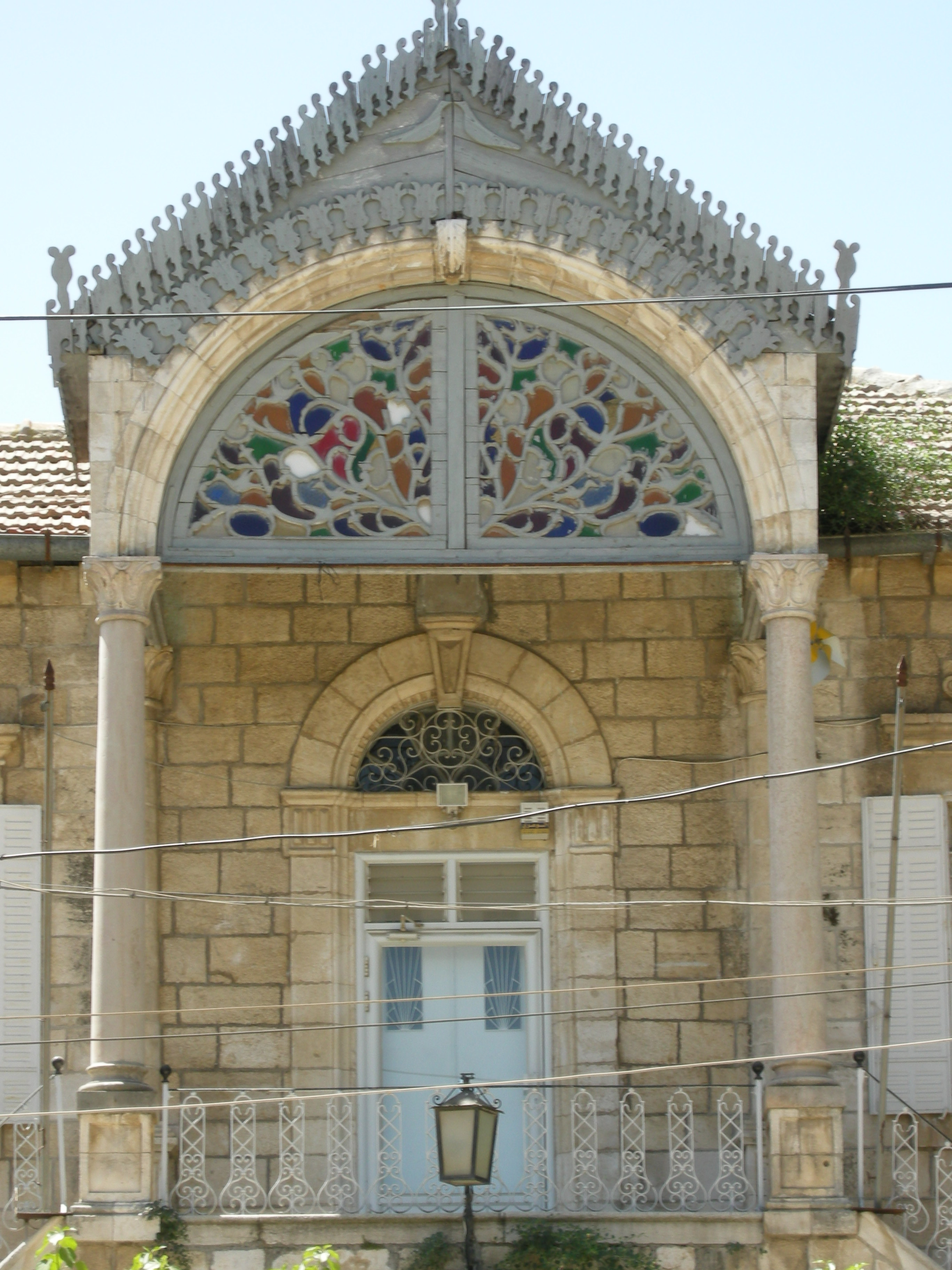
بيت الشرق

يقع بيت الشرق في 4 شــارع أبو عبيدة في حي الشــيخ جرّاح بالقدس الشرقية.
كان المبنى موقعاً للعديد من الوظائف الدبلوماسية، بما في ذلك حفل شاي على شرف الإمبراطور الألماني القيصر فيلهلم، عندما زار القدس عام 1898. وقد قبل الملك عبد الله والملك علي والأمير زيد التعازي في بيت الشرق عندما توفي والدهم. الشريف الحسين بن علي شريف مكة دفن في الحرم القدسي الشريف عام 1930 كما وجد إمبراطور إثيوبيا هيلا سيلاسي والإمبراطورة مينان من الحبشة منزل الحسيني ملاذاً لبلاطهم عندما غزا الإيطاليون بلادهم وأجبروهم على النفي في 1936-1937.
بيت الشرق.. كل شيء في بيت المقدس، يمتلك معنى خاصا.. وهكذا كان مقدرا لمنزل مقدسي يملكه آل الحسيني، أن يتحول إلى قضية في القدس.
لعب فيصل الحسيني دورا كبيرا في خوض معركة الدفاع عن القدس، وكان مهجوسا بإقامة مؤسسات فلسطينية في المدينة، فأنشأ جمعية الدراسات العربية التي تفرع عنها مكتب للخرائط وأخر للإحصاء، وثالث للدراسات.. وغيرها.
قاومت سلطات الاحتلال نشاط الحسيني، وأغلقت عام ثمانية وثمانين مقر الجمعية والمؤسسات التابعة لها، وتكررت أوامر الإغلاق أكثر من مرة على مدى سني الانتفاضة الأولى.
كانت سلطات الاحتلال تركز على منع قيام إي مؤسسة فلسطينية في القدس، وفي المقابل نجح الحسيني في جعل بيت الشرق مقرا فلسطينيا رسميا في المدينة تتبع له مؤسسات عديدة، ويقوم بنشاط سياسي واجتماعي واسع.
وبعد مباشرة نشاطه بشكل عملي وفاعل، بدأت التهديدات الإسرائيلية بإغلاق بيت الشرق عام أربعة وتسعين، ثم شرعت سلطات الاحتلال في اقتحام المؤسسات الفرعية التابعة لبيت الشرق ومصادرة محتوياتها، وهددت بإغلاق المقر نفسه إذا واظب الحسيني على استقبال مبعوثين سياسيين أوروبيين فيه، وسن الكنيست الإسرائيلي قانونا خاصا للحد من فعالية بيت الشرق ونشاطاته، ثم طبقت حكومة الاحتلال عقوبات خاصة ضد الدبلوماسيين الذين يلتقون الحسيني في المقر، الذي أخذ يشهد تظاهرات للمستوطنين الصهاينة تهدد بإحراقه لأنه يعطي ملمحا بسيطرة فلسطينية على شرقي القدس حسب ما قالوا.
مع حلول عام ألف وتسعمئة وخمسة وتسعين تزايدت المضايقات الإسرائيلية للأنشطة الفلسطينية في بيت الشرق، وأصدرت محكمة إسرائيلية قرارا بمنع أعمال الترميم الجارية فيه، لأنها تتم بدون إذن خاص من البلدية الإسرائيلية في القدس، وقام المستوطنون الصهاينة بنصب خيمة احتجاجية أمام البيت الذي يرفع العلم الفلسطيني، فيما انطلقت تظاهرات فلسطينية لحماية المقر.
صعدت السلطات الإسرائيلية من إجراءاتها ضد بيت الشرق وقالت أنها قررت منع الشخصيات الأجنبية من دخوله حتى لو اقتضى الأمر استخدام الشرطة، وطالبت في عام ستة وتسعين بإغلاق مكتبي الشباب والرياضة، والمساحة والخرائط الموجودين في المقر، ما رفضه الحسيني، فمرر نواب الليكود في الكنيست الإسرائيلي قرارا بإغلاق بيت الشرق نهائيا، فيما بدأوا بممارسة ضغط للقيام بقضم تدريجي لأنشطته ومؤسساته وهو ما حدث بقيام السلطة الفلسطينية باغلاق المكاتب التي طالب الصهاينة بإغلاقها أي مكتب الشباب والرياضة ومكتب الجغرافيا.
أتبعت السلطات الإسرائيلية هذه الاستجابة، بتسليم مكاتب فيصل الحسيني والخرائط، والعلاقات الدولية قرارات بإغلاقها الفوري سنة تسع وتسعين.ما اضطر الحسيني إلى نقل نشاطاته مؤقتا إلى مشفى المقاصد بالقدس، وتوالى إغلاق المكاتب التابعة للبيت، ومنها مركز المعلومات لحقوق الإنسان. في أيار من عام ألفين وواحد كشفت تقارير صحيفة إسرائيلية عن نية حكومة الاحتلال، إغلاق كافة المؤسسات الفلسطينية في القدس، وبضمنها بيت الشرق الذي استولت عليه قوات الاحتلال فعليا في آب من العام نفسه، ورفعت فوقه العلم الإسرائيلي وصادرت الكثير من محتوياته، من وثائق وصور وأجهزة كومبيوتر.
جوبه القرار الإسرائيلي بتظاهرات واسعة قام بها الفلسطينيون في القدس، وسط حملة انتقاد عربية ودولية واسعة للإجراء الذي اتخذته سلطات الاحتلال، فيما منعت الولايات المتحدة مجلس الأمن من تقديم مشروع قرار يدعو الصهاينة إلى الانسحاب من بيت الشرق.
توالت الاحتجاجات الفلسطينية على الإجراء الإسرائيلي بإضراب عام في الضفة والقطاع، فيما رفض جواد بولس، محامي عائلة الحسيني التوجه إلى ما يسمى محكمة العدل العليا في إسرائيل لعرض أمر الاحتلال الإسرائيلي لبيت الشرق أمامها، موضحا أن هذا الأمر يعتبر اعترافا بالاحتلال الإسرائيلي، فيما لم يظهر الصهاينة أي استجابة للمطالبات المتكررة دوليا لهم، بالانسحاب من المكان.
جاء احتلال المقر بعد وفاة فيصل الحسيني بقليل وكأن في ذلك دليلا على عمق الرابط الذي جمع بين اسم الحسيني وبيت الشرق.

## مواقع خارجية
- الموقع الرسمي لبيت الشرق